# Aya Terakawa

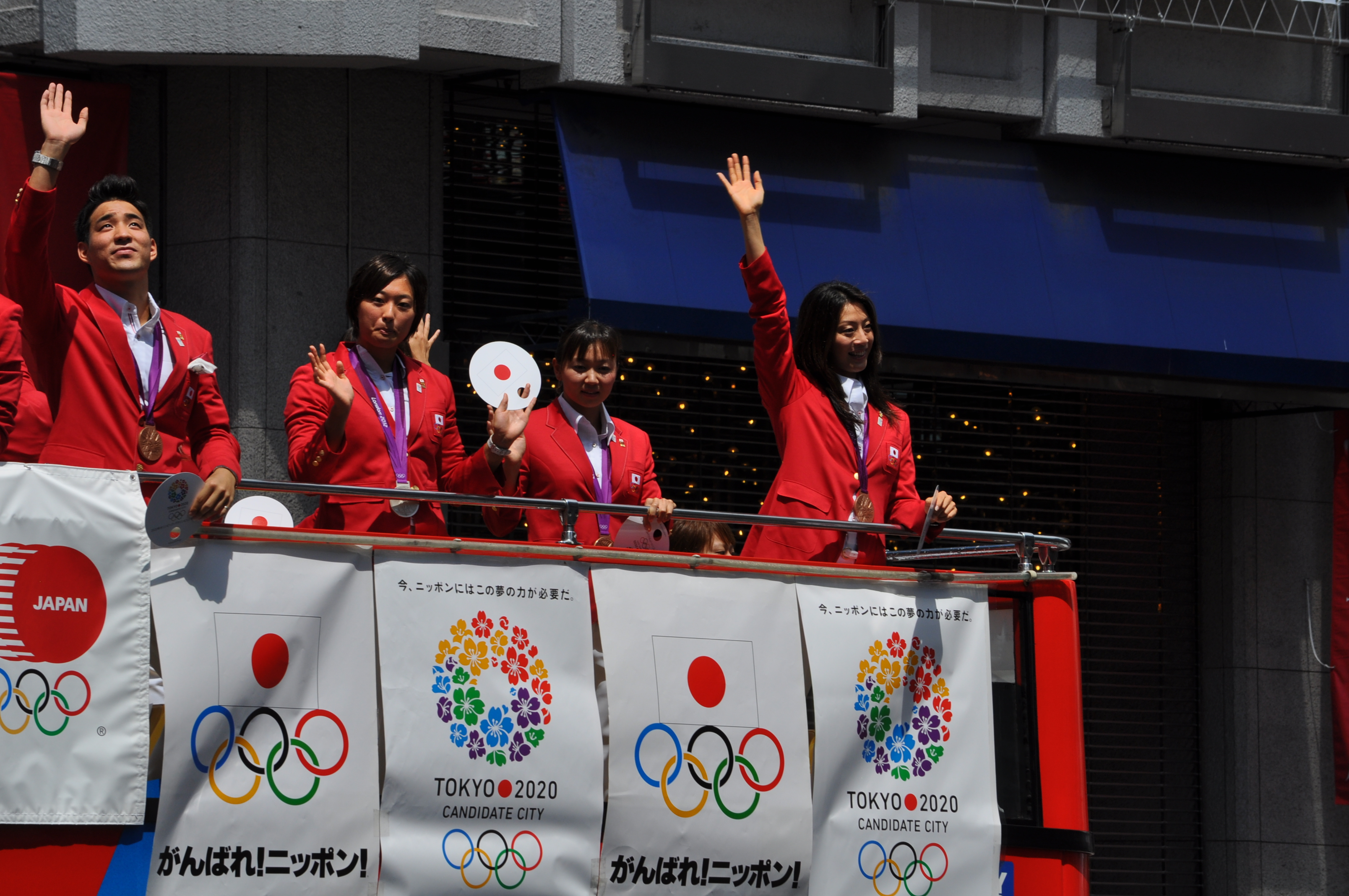
Parade nach der Heimkehr der Olympiamannschaft aus London 2012, Aya Terakawa steht ganz rechts.

Aya Terakawa (jap. 寺川 綾, Terakawa Aya; * 12. November 1984 in Osaka) ist eine ehemalige japanische Schwimmerin. Sie gewann zwei olympische Bronzemedaillen. Bei Weltmeisterschaften erschwamm sie einmal Gold und zweimal Silber. Bei Asienspielen erkämpfte sie dreimal Silber und zweimal Bronze.

## Karriere

### Karriere bis 2007
Die 1,73 Meter große Aya Terakawa erreichte bei den Weltmeisterschaften 2001 in Fukuoka den Endlauf über 200 Meter Rücken und belegte den achten Platz. Im August 2002 bei den Pan Pacific Swimming Championships in Yokohama wurde Terakawa Zweite über 200 Meter Rücken und Fünfte über 100 Meter Rücken. Zwei Monate später bei den Asienspielen in Busan gewann Terakawa Silber über 200 Meter Rücken und Bronze über 100 Meter Rücken.
2003 bei den Weltmeisterschaften in Barcelona schied Terakawa als Neunte des Halbfinales über 200 Meter Rücken aus; sie lag 0,73 Sekunden hinter der Achten, die noch den Endlauf erreichte. Einen Monat nach den Weltmeisterschaften fand in Daegu die Universiade 2003 statt. Terakawa gewann Bronze über 50 Meter Rücken und über 100 Meter Rücken, über 200 Meter Rücken wurde sie Zweite.
Bei den Olympischen Spielen 2004 in Athen belegte Terakawa den achten Platz über 200 Meter Rücken. Bei der Universiade 2005 in Izmir gewann Terakawa alle drei Rückenstrecken. Mit der japanischen 4-mal-100-Meter-Lagenstaffel belegte sie den zweiten Platz. Zwei Jahre später bei der Universiade 2007 in Bangkok erschwamm Terakawa erneut drei Goldmedaillen. Sie siegte über 50 Meter Rücken und über 100 Meter Rücken sowie mit der Lagenstaffel. Über 200 Meter Rücken wurde sie Sechste.

### Karriere ab 2009
Nach den Olympischen Spielen 2004 war Terakawa zwar bei zwei Universiaden erfolgreich gestartet, aber erst 2009 nahm sie wieder an einer großen internationalen Meisterschaft teil. Bei den Weltmeisterschaften in Rom schied Terakawa über 50 Meter Rücken und über 100 Meter Rücken im Halbfinale aus, über 200 Meter Rücken belegte sie den achten Platz.
Bei den Pan Pacific Championships 2010 in Irvine erschwamm Terakawa über 50 Meter Rücken und über 100 Meter Rücken die Silbermedaille sowie mit der Lagenstaffel die Bronzemedaille. Über 200 Meter Rücken schied sie im Halbfinale aus. Drei Monate später bei den Asienspielen in Guangzhou erreichte Terakawa den zweiten Platz über 50 Meter Rücken und den vierten Platz über 100 Meter Rücken. Über 200 Meter Rücken erkämpfte sie die Bronzemedaille. Die Lagenstaffel mit Aya Terakawa, Satomi Suzuki, Yuka Kato und Haruka Ueda wurde Zweite mit 0,44 Sekunden Rückstand auf die Chinesinnen.
2011 bei den Weltmeisterschaften in Shanghai wurde Terakawa Fünfte über 100 Meter Rücken, auf die Medaillenränge fehlten ihr zwei Zehntelsekunden. Über 50 Meter Rücken belegte sie den zweiten Platz mit 0,14 Sekunden Rückstand auf die Russin Anastassija Sujewa. Die japanische Lagenstaffel erreichte den fünften Platz mit Aya Terakawa, Satomi Suzuki, Yuka Kato und Yayoi Matsumoto.
2012 gewann Terakawa die japanischen Meisterschaften über 50 Meter Rücken und über 100 Meter Rücken. Bei den Olympischen Spielen in London stand die 50-Meter-Rücken-Distanz nicht auf dem Programm. Über 100 Meter Rücken war Terakawa im Vorlauf Viertschnellste hinter den Australierinnen Emily Seebohm und Belinda Hocking sowie Missy Franklin aus den Vereinigten Staaten. Im Halbfinale schwamm Seebohm die schnellste Zeit vor Franklin und Terakawa. Im Finale erreichten sieben Schwimmerinnen binnen einer Sekunde das Ziel. Franklin gewann Gold vor Seebohm, Terakawa und Sujewa. In der Lagenstaffel erreichten Terakawa, Suzuki, Kato und Ueda den Endlauf mit der zweitbesten Vorlaufzeit. Im Finale gewann das Quartett aus den Vereinigten Staaten mit zwei Sekunden Vorsprung vor den Australierinnen. Mit 1,71 Sekunden Rückstand auf die Australierinnen und 0,30 Sekunden Vorsprung vor den Russinnen gewannen die vier Japanerinnen die Bronzemedaille.
Die letzte internationale Meisterschaft für Terakawa waren die Weltmeisterschaften 2013 in Barcelona. Über 100 Meter Rücken wiederholte sich die Medaillenverteilung der Olympischen Spiele mit Gold für Franklin, Silber für Seebohm und Bronze für Terakawa. Über 50 Meter Rücken hingegen gingen alle drei Medaillen nach Asien. Terakawa erschwamm die Bronzemedaille hinter den beiden Chinesinnen Zhao Jing und Fu Yuanhui. Die japanische Lagenstaffel belegte den fünften Platz in der Besetzung Aya Terakawa, Satomi Suzuki, Natsumi Hoshi und Haruka Ueda. Nach den Weltmeisterschaften trat Terakawa noch im Weltcup an und im September beim 68. japanischen Nationalsportfest.
Aya Terakawa ist mit dem Schwimmer Daisuke Hosokawa verheiratet.